# Llamas de Cabrera
Llamas de Cabrera (Llamas, en dialecto cabreirés), geográficamente situado en la Cabrera Baja, en la comarca natural de la Cabrera, es una localidad del municipio de Benuza, incluida administrativamente en el Consejo Comarcal del Bierzo, provincia de León, comunidad autónoma de Castilla y León, España.

## Descripción y situación
Situado entre las cotas de 850 a 900 m s. n. m., en la ladera Sur de los Montes Aquilianos. Se puede acceder por la carretera LE-164, CV-191-19 (Puente de Domingo Flórez - Corporales).
Así describía Pascual Madoz, en la primera mitad del siglo XIX, a Llamas de Cabrera en el tomo X del Diccionario geográfico-estadístico-histórico de España y sus posesiones de Ultramar:

Lugar en la provincia de León (15 leguas), partido judicial de Ponferrada, diócesis de Astorga, audiencia territorial y capitanía general de Valladolid, ayuntamiento de Sigüeya. Situado en una rápida vertiente a la derecha del Río Cabrera; su clima es bastante frío y sano, pues no se padecen generalmente otras enfermedades comunes que algunas fiebres catarrales. Tiene 60 casas, cubiertas de paja muchas de ellas, y distribuidas sin orden ni regularidad: escuela de primeras letras por temporada, con la dotación de 160 reales, a que asisten 16 niños; iglesia parroquial (San Martín), servida por un cura de ingreso y libre previsión; una ermita (Ntra. Sra. Del Valle), que dicen haber sido parroquia en otros tiempos; y 3 fuentes de muy buenas aguas para consumo del vecindario. Confina Norte Santalavilla; Este Odollo; Sur Yebra, y Oeste Sigüeya. El terreno es de mediana calidad y le fertilizan las aguas del Cabrera; hay montes de roble y mata baja, y varios prados naturales. Además de los caminos locales, cuenta el que dirige a Cabrera Alta y Puente de Domingo Flórez, y el de Ponferrada, que aunque en regular estado, no dejan de ser incómodos, y si se quiere peligrosos por el declive y aspereza del terreno. Recibe la correspondencia en la cabeza de partido. Producción: trigo, centeno, vino, castañas y otras frutas, algún lino, patatas y legumbres; cría ganado vacuno, lanar y cabrío; caza de venados, jabalíes, ciervos y osos, y pesca de truchas. Población: 50 vecinos, 340 almas. Contribución con el ayuntamiento.
Pascual Madoz.

## Historia
La existencia de restos de poblamientos romanos en alto (coronas romanas) pudieron servir de puesto de vigilancia de las canalizaciones de agua que desde las montañas cercanas trasladaban el elemento a las minas romanas de Las Médulas. Pudo existir un poblamiento prerromano anterior, pero la falta de pruebas no permite afirmarlo.
Durante los años posteriores a la guerra civil española (1936-1939), toda La Cabrera fue zona de refugio de la guerrilla antifranquista (maquis, "escapados", al decir de las gentes), registrándose numerosos enfrentamientos, viéndose afectada la localidad, como otras en aquellos tiempos revueltos, agravándose, aún más, las dificultades y estrecheces (escasez y hambre) de los habitantes de este pueblo. 
En la actualidad, el pueblo está casi deshabitado debido a la emigración de sus vecinos desde comienzos de la década de los años sesenta del siglo XX.
Llamas, como toda la comarca de La Cabrera, ha padecido de un ancestral aislamiento y abandono por parte de las administraciones. Aparte de las inversiones privadas en las canteras de pizarra, las inversiones públicas han sido y siguen siendo escasas. La mayor inversión pública ha sido la construcción, entre los años 1974-1975, de la carretera LE-164 que une a estos pueblos.
El alcantarillado y el encementado de sus calles fue realizado más tardíamente que en otros muchos pueblos. El agua corriente en las casas se introdujo a principios de la década de los 80 del siglo XX.
Las construcciones, típicas, son de paredes de piedra de gran grosor y cubiertas de pizarra de la zona (losas). Poco a poco, los vecinos han ido reformando las casas, dotándolas de las mejoras y comodidades actuales.
Los filandones fueron muy habituales, así como el rito de la matanza.

## Gastronomía
Muy apreciado es el botillo y, en general, todos los productos derivados del cerdo, sometidos a ahumado y curados al aire de la sierra. Típicos y tradicionales son el queso tierno (requesón) y la leche mazada (en la cántara de barro) con castañas cocidas. El caldo o cocido gallego, con los ingredientes de temporada disponibles en cada momento, patatas, garbanzos, habas, berzas, repollo, productos del cerdo..., era la base de la alimentación de sus habitantes, por su alto valor energético.

## Clima
Otoños y primaveras lluviosos con fuertes nevadas en los meses de invierno y veranos calurosos aliviados por la abundante arboleda, el frescor de las casas con sus paredes de piedra y el aire de la sierra. Los cursos fluviales son abundantes, encontrándose acequias de regadío y fuentes a lo largo de todo el pueblo.

## Agricultura
El suelo es fértil, posibilitando variados cultivos de regadío en sus vegas ("veigas") y la siembra en terrenos de secano de cereales, como el centeno,... aunque el cultivo de secano ha caído en desuso. El cultivo de la vid, en pequeñas viñas situadas en cuesta, produce un trabajado fruto, apreciado en toda la zona.
Abundan los castaños, robles, nogales, encinas,...Los pastos de las tierras altas y de los prados sirvieron para mantener una variada cabaña ganadera, rebaños de ovejas y cabras, burros, mulas y caballos, bueyes y vacas,...que hoy apenas existe de manera testimonial.
La recogida de las castañas y su venta, principalmente para exportación, ocupa tradicionalmente a los vecinos del pueblo, y familiares venidos para esta labor, en los meses de octubre y noviembre. Seguidamente, se procede a recolectar las nueces. 

## Ganadería
De los rebaños de ovejas y cabras que hubo en el pueblo, se aprovechaba la lana, la carne y la leche para autoconsumo y, en tiempos de penuria después de la Guerra Civil, como forma de pago o trueque por otros bienes. Las vacas, además de aprovechar su leche y crías, se las utilizaba en la labranza de las tierras, pues a estas tierras de montaña apenas llegó la mecanización de la agricultura. Hasta hace unos años era habitual mantener las vacas en la sierra durante buena parte del año, recogiéndolas con las primeras nieves de final del otoño. 

## Turismo
Se encuentran señalizados algunos kilómetros de los canales romanos, con paneles informativos y referencias a lo largo de la ruta en dirección a Las Médulas, con el fin de recorrerlos a pie en la práctica de senderismo.

## Minería
Aunque se conocen algunos pequeños yacimientos de pizarra en las inmediaciones, no se han explotado como es común en otros pueblos del entorno.
Hace años, en la década de 1940, sí se llegó a explotar una mina de "schilita", buscando wolframio.

## Ermita de la Virgen del Valle
Se celebra desde muy antiguo una romería en honor de la Virgen del Valle. La ermita está situada a unos pocos kilómetros del pueblo, rodeada de grandes montañas como toda la comarca y dedicada a la Virgen de la Encarnación. En ocasiones, se lleva en procesión la imagen de la patrona del pueblo (Virgen del Rosario) al encuentro de la Virgen del Valle, situada en la ermita. Tradicionalmente, las gentes de los pueblos de la zona le tienen gran fe y devoción a esta Virgen, celebrándose todos los años grandes romerías (si el mal tiempo no las desluce), con varias misas a lo largo del día, procesión de la Virgen, bailes con orquesta, eventos deportivos,...Todo ello coronado con el disfrute de una jornada festiva, con comida y merienda campestre, y el reencuentro de familiares y amigos que vienen tanto de los pueblos del contorno como de lugares más lejanos. 
Actualmente, desde hace bastantes años, esta romería se celebra el primer domingo después de Semana Santa, aunque antiguamente se hacía el lunes después de ese primer domingo. Pero, con la emigración de los cabreireses, se decidió pasar la festividad al domingo para así facilitar la asistencia de los residentes en los lugares más alejados. Por el mismo motivo, se vuelve a celebrar el primer domingo del mes de agosto otra romería igual. En esa fecha, se le suele denominar "Fiesta del emigrante". En este período vacacional, regresan los devotos de la Virgen del Valle que, por residir muy lejos, no pudieron asistir a la romería celebrada en la primavera.
En las cercanías de la ermita se pueden ver y visitar otros restos de los canales romanos que llevaban el agua a Las Médulas.